# Karl Hipfinger
Karl Hipfinger, född 28 oktober 1905 i Wien, död 20 april 1984, var en österrikisk tyngdlyftare.
Hipfinger blev olympisk bronsmedaljör i 75-kilosklassen i tyngdlyftning vid sommarspelen 1932 i Los Angeles.